# 山田金鉄
山田 金鉄（やまだ きんてつ、5月4日 - ）は、日本の漫画家。多摩美術大学造形表現学部（夜間）映像演劇学科卒業。

## 略歴
- 2010年 - 読切『鉄腕ワビスケ』を『週刊少年ジャンプ』2010年28号掲載。同作にて第79回手塚賞準入選。
- 2011年 - 読切『テンカの花嫁』を『少年ジャンプNEXT!』2011年SUMMER 9/20号掲載。デビューを果たす。
- 2015年 - 読切『ウルフ＆ラビット』を『少年ジャンプ+』配信。(1月18日)
- 2015年 - 読切『もののけ番長ムラマサ』を『少年ジャンプNEXT!』2015年Vol.2 6/10号掲載。
- 2018年 - 『あせとせっけん』を『Dモーニング』にて連載開始。(6月21日)
- 2018年 - 『あせとせっけん』のTwitter公式アカウント開設。(8月23日)
- 2019年 - 『あせとせっけん』連載移行作業のため、8月22日配信の49話を区切りとして休載。
- 2019年 - 『あせとせっけん』を『モーニング』へ移籍連載。2019年44号から続編再開、同棲編が始まる。『Dモーニング』での配信も続行。

## 人物
『鬼滅の刃』の連載1話目から『あせとせっけん』の連載開始まで吾峠呼世晴のアシスタントを務めていた。
好物は牛乳とコーヒーとラーメン（あっさり塩系）。

## 作品リスト

### 連載
- あせとせっけん（『Dモーニング』2018年6月21日 - 2019年8月22日、『モーニング』2019年44号 - 2021年6号）
- かさねと昴（各電子書店、2021年12月26日 - 2024年7月16日）
- テレワァク与太話（『モーニング』2022年49号[11] - 2023年20号[12]）

### 読み切り
- 鉄腕ワビスケ（『週刊少年ジャンプ』2010年28号） - 『山田金鉄短編集 全軍奮闘！』に収録。
- テンカの花嫁（『少年ジャンプNEXT!』2011年SUMMER 9/20号） - 『山田金鉄短編集 全軍奮闘！』に収録。
- ウルフ&ラビット（『少年ジャンプ+』配信） - 『山田金鉄短編集 全軍奮闘！』に収録。
- もののけ番長ムラマサ（『少年ジャンプNEXT!』2015年Vol.2 6/10号） - 『山田金鉄短編集 全軍奮闘！』に収録。

### 書籍
- 『あせとせっけん』、講談社〈モーニングKC〉2018年 - 2021年、全11巻
- 『山田金鉄短編集 全軍奮闘！』講談社〈モーニングKC〉、2022年1月21日発売[13][14]、ISBN 978-4-06-526614-4
- 『かさねと昴』、講談社〈モーニングKC〉2023年 - 2024年、全5巻
  1. 2023年5月23日発売[15][16]、ISBN 978-4-06-531645-0
  2. 2023年10月11日発売[17]、ISBN 978-4-06-533342-6
  3. 2024年1月10日発売[18]、ISBN 978-4-06-534227-5
  4. 2024年5月8日発売[19]、ISBN 978-4-06-535581-7
  5. 2024年10月8日発売[20]、ISBN 978-4-06-536792-6
- 『テレワァク与太話』講談社〈モーニングKC〉、2023年5月23日発売[15][21]、ISBN 978-4-06-531643-6

## 師匠
- 西義之 - 山田を「いつ連載してもおかしくない凄腕」と紹介[22]。